# 挪威長吻鰩
挪威長吻鰩（學名：Dipturus nidarosiensis），為軟骨魚綱鰩目鰩科長吻鰩屬的一種，被IUCN列為瀕危保育類動物，分布於東大西洋從挪威中部、冰島南部經愛爾蘭至茅利塔尼亞海域，包括地中海，深度125至1420公尺，本魚體盤呈寬菱形，寬大於長，外角銳角，前緣深凹，吻部很長且尖，尾巴相當堅實且相對較短，上椎間盤大部分光滑，僅頭部和沿前部椎間盤邊緣有刺，下側幾乎完全被密集的粗糙的皮齒覆蓋，面顏色為純深灰褐色，下面顏色稍深，為純褐色，但通常被一層厚而堅固的黑色粘液層覆蓋，以掩蓋側線和感覺孔的黑色斑點和條紋，背部也呈黑色，尾巴相當堅實，相對較短，並逐漸變細至尖端，後部有兩個同樣小的背鰭，中間有明顯的間隙，上顎牙齒排成41至44 排，幼魚和雌魚牙齒排列成路面狀，但成熟雄魚牙齒排列成平行，體長可達200公分，棲息在大陸坡上層海域，為底棲性魚類，肉食性，以各種底棲生物為食，卵生，生活習性不明。